# Ken Page
Kenneth Page, detto Ken (Saint Louis, 20 gennaio 1954 – Saint Louis, 30 settembre 2024), è stato un attore e cabarettista statunitense, noto soprattutto per aver doppiato il Bau Bau in Nightmare Before Christmas e per le numerosi apparizioni in musical a Broadway.

## Biografia
Esordì sulle scene al The Muny di Saint Louis, dove sarebbe tornato a recitare regolarmente per tutta la vita, apparendovi per l'ultima volta nell'estate 2024 nei ruoli del Vescovo Myriel ne Les Misérables e di Joe in Waitress. Il debutto a Broadway avvenne nel 1975 nel musical The Wiz, in cui interpretava il Leone codardo, mentre nel 1976 recitò in un allestimento di Guys and Dolls che gli valse il Theatre World Award. 
Nel 1978 ottenne uno dei suoi maggiori successi recitando in Ain't Misbehavin', grazie a cui vinse il Drama Desk al miglior attore protagonista in un musical; avrebbe nuovamente recitato nel musical a Broadway nel 1988. Nel 1982 interpretò Old Deuteronomy in occasione della prima del musical Cats a Broadway; sarebbe tornato poi a ricoprire la parte nell'adattamento cinematografico del 1998.
L'esordio cinematografico avvenne nel 1988 con Amici, complici, amanti e da allora avrebbe recitato regolarmente sul piccolo e grande schermo, apparendo in film come Una figlia in carriera e Dreamgirls e in serie televisive come Streghe e Il tocco di un angelo. Tuttavia a livello internazionale è noto soprattutto come doppiatore e, in particolare, per aver prestato la propria voce al personaggio del Bau Bau in Nightmare Before Christmas; avrebbe doppiato nuovamente il Bau Bau anche in diversi videogiochi (Nightmare Before Christmas: Attenti al Baubau!, Nightmare Before Christmas: Il Re di Halloween e Kingdom Hearts).
Dichiaratamente gay, è morto nella natia Saint Louis il 30 settembre 2024 all'età di 70 anni.

## Filmografia parziale

### Attore

#### Cinema
- Amici, complici, amanti (Torch Song Trilogy), regia di Paul Bogart (1988)
- Una figlia in carriera (I'll Do Anything), regia di James L. Brooks (1994)
- Cats, regia di David Mallet (1998)
- Patto con il diavolo (Shortcut to Happiness), regia di Alec Baldwin (2003)
- Dreamgirls, regia di Bill Condon (2006)

#### Televisione
- La piccola grande Nell (Gimme a Break!) - serie TV, episodio 3x22 (1984)
- 8 sotto un tetto (Family Matters) - serie TV, episodio 1x15 (1990)
- Capital News - serie TV, episodio 1x2 (1990)
- South Central - serie TV, 5 episodi (1994)
- Streghe (Charmed) - serie TV, 1 episodio (2004)

### Doppiatore
- Charlie - Anche i cani vanno in paradiso (1989)
- Nightmare Before Christmas (1993)

## Doppiatori italiani
- Danilo De Girolamo in Charlie - Anche i cani vanno in paradiso
- Ennio Coltorti in Nightmare Before Christmas (dialoghi)
- Andy Surdi in Nightmare Before Christmas (canto)